# Florida Championship Wrestling

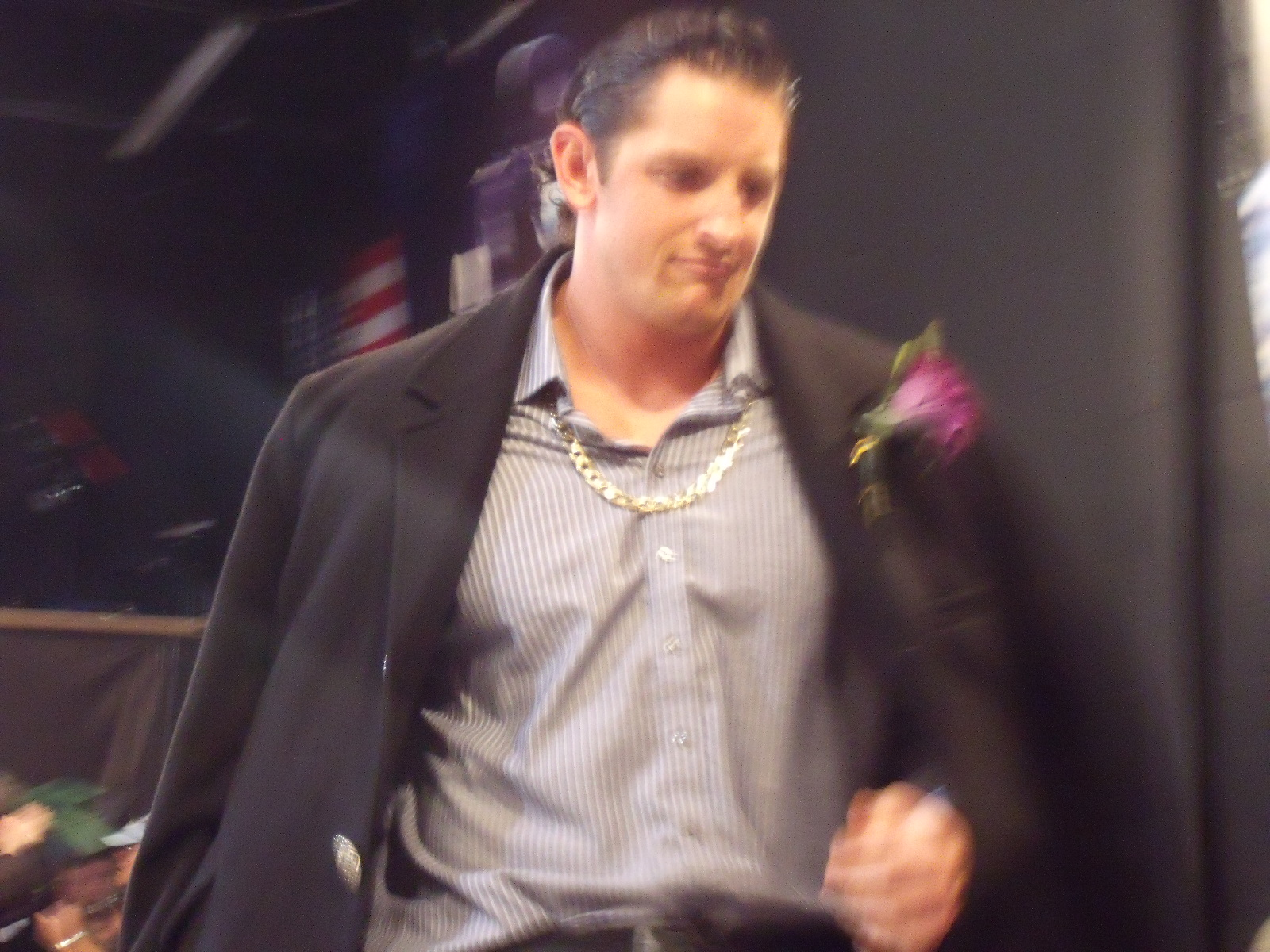
O mais novo Superstar do NXT, Wade Barrett.

Florida Championship Wrestling (FCW) foi uma promoção de wrestling profissional baseada na antiga promoção independente Championship Wrestling from Florida, que funcionou de 1961 até 1987. De 2008 a 2012, a promoção serviu como território de desenvolvimento oficial para a WWE.

## História
A Florida Championship Wrestling (FCW) foi criada por Steve Keirn em 2007 para ser o segundo território de desenvolvimento da WWE, quando terminou seu relacionamento com o Deep South Wrestling no início de 2007.  Tornou-se seu território de desenvolvimento exclusivo no início de 2008, quando deixou de ser afiliada com a Ohio Valley Wrestling.
O show de estréia oficial da FCW foi em 26 de junho de 2007, em Tampa, Florida's Dallas Bull. Uma Battle Royal de 21 homens foi realizada durante o show, para coroar o primeiro Campeão Sulista dos Pesos-Pesados da FCW No ano seguinte, o Florida Heavyweight Championship foi introduzido, com Jake Hager tornando-se o primeiro campeão em 15 de fevereiro após sobreviver a uma Battle Royal e derrotar Ted DiBiase, Jr.. O Florida Tag Team Championship foi introduzido também em fevereiro, com os Puerto Rican Nightmares (Eddie Colón e Eric Pérez) derrotando Steven Lewington e Heath Miller para vencer na final de um torneio. Os títulos individuais foram posteriormente unificados, mantendo o "Florida Heavyweight".
Em 7 de julho de 2008, a WWE confirmou que FCW foi baseado no original independente Championship Wrestling from Florida, que operou de 1961 até 1987.
Em 20 de março de 2012, foi relatado que a WWE deixaria de operar na Florida Championship Wrestling, no entanto esta afirmação foi posteriormente refutada depois de Steve Keirn bem como o lutador da WWE e Vice-Presidente Executivo de talentos, Triple H, negou a alegação.
Em agosto de 2012, a WWE deixou cair o nome FCW, desativado os títulos, e começou a correr todos os seus eventos de desenvolvimento e operações sob o nome de "NXT Wrestling". A WWE vinha usando o nome NXT para um programa de televisão com concorrentes rookies da FCW para se tornar lutadores da WWE, embora o aspecto "reality show" havia sido derrubado no início de 2012; O WWE NXT agora serve como o principal programa de televisão para o NXT Wrestling.

## Campeonatos e prêmios
| #       | Ordem na história dos reinados.                                            |
| Reinado | O número reinado para o conjunto específico de lutadores listados          |
| Evento  | O evento promovido pela respectiva promoção em que os títulos foram ganhos |
| —       | Usado para reinados vagos, a fim de não contar isso como um reino oficial  |
| +       | Indica o reinado atual está mudando diariamente.                           |

A maioria dos campeonatos da FCW foram desativados em 2012, quando eles mudaram o nome da promoção de FCW para NXT.

### Queen of FCW
O título de Queen of FCW foi um título de wrestling profissional das mulheres disputado na divisão de divas da Florida Championship Wrestling (FCW). A coroa foi realizada pelo título, em vez de um cinto de campeão que é usado principalmente no wrestling profissional.

### Florida Heavyweight Championship
O Florida Heavyweight Championship foi um título de wrestling profissional disputado em sua divisão peso-pesado da Florida Championship Wrestling (FCW). Desde então, foi retirado em favor do NXT Championship.

### Florida Tag Team Championship
O Florida Tag Team Championship foi um título de duplas de wrestling profissional disputado na tag team divisão de duplas da Florida Championship Wrestling (FCW). Desde então, foi aposentado.

### FCW Divas Championship
O FCW Divas Championship foi um título de wrestling profissional das mulheres disputado na divisão de divas da Florida Championship Wrestling (FCW). Desde então, foi aposentado.

### FCW 15 Championship
O FCW Jack Brisco 15 Championship foi um título de wrestling profissional impugnada em Lutas Iron Man de 15 minutos. A medalha foi dada em vez do título, em vez de um cinto de campeão que é usado principalmente no wrestling profissional. Desde então, foi aposentado.
| # | Lutadores        | Reinado | Data                   | Dias com o título | Local          | Evento         | Notas                                                                                   | Ref.   |
| - | ---------------- | ------- | ---------------------- | ----------------- | -------------- | -------------- | --------------------------------------------------------------------------------------- | ------ |
| 1 | Seth Rollins     | 1       | 13 de janeiro de 2011  | 252               | Tampa, Florida | FCW TV         | Derrotou Hunico na fianl do torneio 'FCW 15' Jack Brisco.                               | [ 14 ] |
| 2 | Damien Sandow    | 1       | 22 de setembro de 2011 | 113               | Tampa, Florida | FCW TV         |                                                                                         | [ 15 ] |
| 3 | Richie Steamboat | 1       | 13 de janeiro de 2012  | 160               | Tampa, Florida | FCW TV         | Richie Steamboat derrotou Damien Sandow, vencendo a luta por 2 quedas a 1.              |        |
| 4 | Brad Maddox      | 1       | 21 de junho de 2012    | 54                | Tampa, Florida | Evento ao vivo |                                                                                         | [ 16 ] |
| - | Desativado       | -       | 14 de agosto de 2012   | -                 |                |                | Aposentado imediatamente após a Florida Championship Wrestling se tornar NXT Wrestling. |        |

### FCW Southern Heavyweight Championship
O FCW Southern Heavyweight Championship foi um título de wrestling profissional disputado na divisão peso-pesado da Florida Championship Wrestling. Desde então, foi aposentado depois de ser unificado com o Florida Heavyweight Championship.
| # | Lutador          | Reinado | Data                   | Dias com o título | Local                    | Evento         | Notas | Ref.   |
| - | ---------------- | ------- | ---------------------- | ----------------- | ------------------------ | -------------- | --- | ------ |
| 1 | Harry Smith      | 1       | {26 de junho de 2007   | 112               | Tampa, Florida           | Evento ao vivo | Ganhou uma battle royal de 21 homens para se tornar o primeiro campeão.                                               | [ 17 ] |
| 2 | Afa, Jr.         | 1       | 16 de outubro de 2007  | 46                | New Port Richey, Flórida | Evento ao vivo | Declarado vencedor quando Smith não voltou após a contagem até dez do árbitro.                                        | [ 17 ] |
| 3 | TJ Wilson        | 1       | 1 de dezembro de 2007  | 17                | New Port Richey, Flórida | Evento ao vivo | Foi uma ladder match.                                                                                                 | [ 17 ] |
| 4 | Ted DiBiase, Jr. | 1       | 18 de dezembro de 2007 | 32                | New Port Richey, FL      | Evento ao vivo | | [ 17 ] |
| 5 | Heath Miller     | 1       | 19 de janeiro de 2008  | 63                | New Port Richey, FL      | Evento ao vivo | Premiado título quando o parceiro Ted DiBiase, Jr. não foi capaz de defendê-lo devido a lesão.                        | [ 18 ] |
| 6 | Jake Hager       | 1       | 22 de março de 2008    | 0                 | New Port Richey, FL      | Evento ao vivo | O campeão do Florida Heavyweight championship Jack Hager derrotou Heath Miller em uma luta de unificação dos títulos. | [ 19 ] |
| - | Aposentado       | -       | 22 de março de 2008    | -                 | New Port Richey, FL      | Evento ao vivo | Retirado imediatamente após ser unificado com o Florida Heavyweight Championship.                                     | [ 19 ] |

### Vencedores do Grand Slam na FCW
Na FCW, um Vencedor do Grand Slam é um lutador que venceu todos os campeonatos que estava disponível na FCW. Todos os títulos da FCW foram aposentados quando a FCW mudou seu nome para NXT Wrestling. Somente um campeonato ativo para o Tríplice Coroa é o NXT Championship. Brad Maddox e Damien Sandow só precisam ganhar o seu campeonato principal para completar a Tríplice Coroa.
| Campeão          | Campeonato primário              | Tag Team Championship                      | Campeonato secundário       |
| Campeão          | Florida Heavyweight Championship | Florida Tag Team Championship              | Jack Brisco 15 Championship |
| ---------------- | -------------------------------- | ------------------------------------------ | --------------------------- |
| Seth Rollins     | 23 de fevereiro de 2012          | 25 de março de 2011 (com Richie Steamboat) | 13 de janeiro de 2011       |
| Richie Steamboat | 25 de julho de 2012              | 25 de março de 2011 (com Seth Rollins)     | 13 de janeiro de 2012       |

## Ex-empregados
A lista a seguir é de ex-empregados que estão trabalhando no plantel principal da WWE:
| AJ Lee         | Aksana          | Alberto Del Rio | Alex Riley    | Alicia Fox           |         |
| Antonio Cesaro | Big E Langston  | Brad Maddox     | Bray Wyatt    | Brodus Clay          | Camacho |
| Cameron        | Curt Hawkins    | Damien Sandow   | Darren Young  | David Otunga         |         |
| Jon Moxley     | Derrick Bateman | Dolph Ziggler   | Drew McIntyre | Épico                |         |
| Evan Bourne    | Ezekiel Jackson | Heath Slater    | Hunico        | Jack Swagger         |         |
| Jey Uso        | Jimmy Uso       | Jinder Mahal    | Johnny Curtis | Justin Gabriel       |         |
| Justin King    | Kaitlyn         | Kofi Kingston   | Mason Ryan    | Michael McGillicutty |         |
| Naomi          | Natalya         | Percy Watson    | Primo         | Ricardo Rodriguez    |         |
| Roman Reigns   | Rosa Mendes     | Ryback          | Sheamus       | Tamina Snuka         |         |
| Seth Rollins   | Ted DiBiase     | Titus O'Neil    | Trent Barreta | Tyson Kidd           |         |
| Wade Barrett   | Yoshi Tatsu     |                 |               |                      |         |